# Dichoteleas pappi
Dichoteleas pappi är en stekelart som beskrevs av Szabó 1971. Dichoteleas pappi ingår i släktet Dichoteleas och familjen Scelionidae. Inga underarter finns listade i Catalogue of Life.